# Järvsö tingslag
Järvsö tingslag var ett tingslag i Västra Hälsinglands domsaga i Hälsingland i Gävleborgs län.
Tingslaget bildades tidigt och dess verksamhet överfördes 1880 till Arbrå och Järvsö tingslag
Tingslaget hörde från 1831 till Västra Hälsinglands domsaga och Södra Hälsinglands domsaga före dess.

## Socknar
Tingslaget omfattade följande socknar:
- Järvsö socken